# Ghjuvan Paulu Poletti
Ghjuvan Paulu Poletti (Ajaccio, 1949) és un músic i compositor cors. La seva família era originària de Venaco. Estudià etnomusicologia amb Vincent Orsini i es va perfeccionar a les Scholi Cantarum de Florència i Siena. El 1973 fundaria amb Petru Guelfucci el grup coral Canta U Populu Corsu, que va dirigir fins que deixà el grup el 1981. Va contribuir a revitalitzar el cant polifònic de Sartène, on hi fundà una Escola de Cant el 1987, i el 1995 el grup Choeur d'Hommes de Sartène.